# ショールクリーククラブ
ショールクリーククラブ (Shoal Creek Club) は米国南東部アラバマ州バーミングハムの南東に位置するシェルビー郡にある会員制ゴルフクラブで、クラブから招待された者だけがメンバーになれる。1977年に創立され、ジャック・ニクラウス設計のゴルフコースには全米トップクラスの格付けが与えられており、ゴルフダイジェスト誌およびゴルフウィーク誌の最新のランキングではそれぞれ50位および70位となっている。

## トーナメント
PGA選手権（全米プロとも呼ばれる、1984年、1990年）や全米アマチュア選手権（1986年）、全米ジュニアアマ（2008年）など、PGA、USGA および NCAA 主催の大会が数多く実施されている。開催コースが数分しか離れていないグレイストーンカントリークラブに移る以前は5回連続（2011 - 2015年）で男子シニアツアーのメジャー大会の一つであるリージョンズトラディション (Regions Tradition) も行われた。2018年の全米女子オープンもここで開催された。
さらに、USGA 主催大会である全米アマチュア選手権、全米ミッドアマチュア選手権、全米ジュニアアマチュア選手権、およびサザンゴルフアソシエーション選手権 (Southern Golf Association Championship) を開催するコースの候補地となる資格を持っている。このほか、ジェリーペイトインターカレッジトーナメント（1992年 – 1996年）、アラバマゴルフ協会女子ジュニア選手権（1992年）、バーミングハムゴルフ協会ジュニア選手権（2001年）の開催実績があり、また、自クラブが主催するショールクリークシニアインビテーショナル大会を1998年以降毎年開催している。

## コース
いくつかのティーセットがある。「ファイブスター (Five Star) 」と名付けられたティーセット（フルバックティー）は 7,400 ヤード（6,767 メートル）、コースレートは76.2、スロープレートは145となっている。  
| ホール  | ヤード  | パー |      | ホール | ヤード | パー |
| ------- | ------- | ---- | ---- | ------ | ------ | ---- |
| 1       | 405     | 4    |      | 10     | 430    | 4    |
| 2       | 415     | 4    | 11   | 525    | 5      |      |
| 3       | 530     | 5    | 12   | 520    | 4      |      |
| 4       | 480     | 4    | 13   | 215    | 3      |      |
| 5       | 220     | 3    | 14   | 390    | 4      |      |
| 6       | 540     | 5    | 15   | 425    | 4      |      |
| 7       | 470     | 4    | 16   | 215    | 3      |      |
| 8       | 165     | 3    | 17   | 550    | 5      |      |
| 9       | 455     | 4    | 18   | 450    | 4      |      |
| アウト  | 3,680   | 36   | イン | 3,720  | 36     |      |
| Source: | Source: | 合計 | 合計 | 合計   | 7,400  | 72   |

## メンバーシップ
1990年まで、ショールクリークには黒人のメンバーはいなかった。クラブ創設者であるホール・トンプソン (Hall Thompson) が、黒人をメンバーにしろというプレッシャーにクラブは負けない旨のコメントを行い、「ここは我々のホームであり、我々が望む者を我々が選ぶ」と発言したことが論争の火種になった。1990年のPGA選手権の開催前にこの発言が行われたため、南部キリスト教指導会議 (Southern Christian Leadership Conference) などの公民権団体が大会開催時に抗議のピケを張るなどと脅迫し、大会スポンサーが広告を撤退し始めたことが大会トップページのニュースとなった。PGA は開催地の変更まで検討したが、最終的にはクラブとの妥協点に達した。地元の保険会社幹部のルイス・J・ウィリー (Louis J. Willie) をバーミングハム市長の招待でまず名誉会員として入会させ、通常の入会順番待ち期間が経過したら正会員になることを条件とした。ウィリーはバーミングハムのカイワニスクラブ、ダウンタウンクラブ、ザ クラブ、その他すべての市民クラブや社交クラブでも黒人第一号のメンバーとなっていた人物だった。
この事件により、ゴルフに関係するすべての人、クラブ、PGA、USGA はゴルフへのマイノリティの参加に目を向けることを余儀なくされるようになった。PGA と USGA は主催大会のコース選定要件に関する規則を変更し、候補クラブに対してより包括的なメンバー要件を満たすことを求めるものとなった。  
1990年の事件から4年たった1994年の時点でも、依然としてウィリーがショールクリークの唯一の黒人メンバーのままだった。だがこの年の10月、ショールクリークで行われたジェリーペート全米インターカレッジトーナメント (Jerry Pate National Intercollegiate) で、若き天才ゴルファー タイガー・ウッズが2打差で個人優勝、さらにスタンフォード大学をチーム優勝に導いた。この時ショールクリークの創立者ホール・トンプソンは「あなたはとてつもないプレーヤーで、私はそれを誇りに思う。あなたは素晴らしい」と発言した。以降、全米ジュニアアマチュア選手権が開催された2008年までショールクリークではメジャー大会は開催されなかった。 
メンバーシップに関して、ショールクリークはその後何名かの黒人（うち2名は女性）、およびユダヤ人を迎え入れた。2009年の9月、ジョージ・W・ブッシュ大統領時代の元米国国務長官コンドリーサ・ライスが正会員になった。現在までに女性は2名しかメンバーになっていない。ライスはもともとの出身が地元バーミングハム市エリアである。ライスはショールクリークだけでなく、同じバーミングハムにあるグレイストーンゴルフアンドカントリークラブ (Greystone Golf & Country Club) にも入会した。2012年8月20日にはオーガスタナショナルゴルフクラブの最初の女性会員二人のうちの一人にも選ばれた。